# Taphrina nana
Taphrina nana är en svampart som beskrevs av Johanson 1886. Taphrina nana ingår i släktet Taphrina och familjen häxkvastsvampar.  Arten är reproducerande i Sverige. Inga underarter finns listade i Catalogue of Life.